# Хапург
Хапург (њем. Happurg) општина је у њемачкој савезној држави Баварска. Једно је од 27 општинских средишта округа Нирнбергер Ланд. Према процјени из 2010. у општини је живјело 3.636 становника. Посједује регионалну шифру (AGS) 9574128.

## Географски и демографски подаци
Хапург се налази у савезној држави Баварска у округу Нирнбергер Ланд. Општина се налази на надморској висини од 353 метра. Површина општине износи 42,6 km². У самом мјесту је, према процјени из 2010. године, живјело 3.636 становника. Просјечна густина становништва износи 85 становника/km².